# Jevgeni Svetlanov

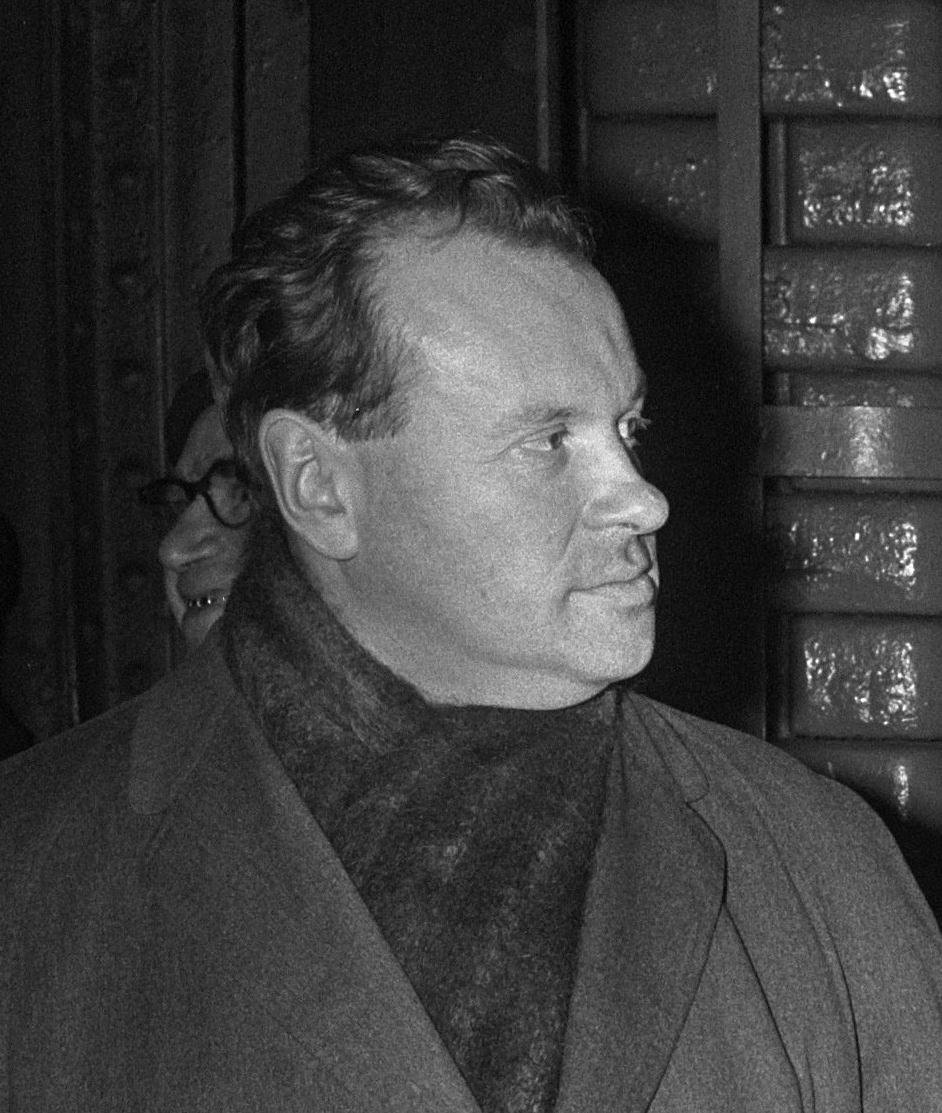
Jevgeni Svetlanov in 1967

Jevgeni Fjodorovitsj Svetlanov (Russisch: Евгений Фёдорович Светланов) (Moskou, 6 september 1928 - aldaar, 3 mei 2002) was een Russisch dirigent, componist en pianist.

## Levensloop
Zijn ouders waren zangers in het Bolsjojtheater Moskou en zelf stond hij al heel vroeg op het podium als het zoontje van Cio-Cio-San in Madama Butterfly van Puccini. Svetlanov studeerde directie aan het Conservatorium van Moskou bij onder anderen Aleksandr Gauk. Vanaf 1955 dirigeerde hij bij het Bolsjojtheater, waar hij in 1962 benoemd werd tot eerste dirigent. Vanaf 1965 was hij eerste dirigent van het Staats-Symfonieorkest van de Sovjet-Unie (tegenwoordig het Academisch Symfonieorkest van de Russische Federatie. In 1979 werd hij benoemd tot eerste gastdirigent van het London Symphony Orchestra.
Van 1992 tot 2000 was hij bovendien eerste dirigent van het Residentie Orkest. Hij volgde Hans Vonk op, en werd op zijn beurt weer opgevolgd door Jaap van Zweden. Ten slotte was hij tussen 1997 en 2000 ook eerste dirigent bij het Zweeds Radio Symfonieorkest.
In 2000 werd Svetlanov door Vladimir Poetins minister van cultuur, Mikhail Sjvydkoj, ontslagen als dirigent van het orkest van de Russische Federatie. Als reden werd gegeven dat Svetlanov te veel tijd besteedde aan het dirigeren van uitvoeringen in het buitenland, en te weinig in Moskou was. Een verbitterde open brief - waarin hij zich vergeleek met de kunstenaars die in de voormalige Sovjet-Unie ontslagen en vervolgd waren - vond weinig weerklank, omdat hij in die periode nooit tot de dissidenten had behoord en juist carrière had gemaakt.

## Werk
Svetlanov is door de internationale muziekkritiek qua interpretatiekracht en status op een lijn gesteld met generatiegenoten als Kiril Kondrasjin en Gennadi Rozjdestvenski. Hij sprak geen woord buiten het Russisch en repeteerde met buitenlandse orkesten vaak in twee woorden: "kaputt" en "gut".
Svetlanov staat vooral bekend om zijn interpretaties van Russische werken. Zijn repertoire bestreek vrijwel het totale Russische repertoire van Michail Glinka tot aan de hedendaagse muziek. Hij trok de aandacht met zijn Tsjaikovski- en Sjostakovitsj-interpretaties. Met The Anthology of Russian Symphony Music bracht het Sovjet-staatslabel Melodiya talloze opnamen van hem uit met zowel bekende als onbekende Russische orkestmuziek. Hij was in het bijzonder een voorvechter van de muziek van de symfonicus Nikolaj Mjaskovski. Zijn opname van al diens 27 symfonieën en andere orkestwerken (in één box uitgebracht door Warner als onderdeel van de Svetlanov Edition) werd op 25 september 2008 door het Britse muziektijdschrift Gramophone uitgeroepen tot winnaar van de Classical FM Gramophone Record Awards 2008 in de categorie Orkestmuziek, waardoor postuum erkenning kwam voor zowel Mjaskovski als diens voorvechter Svetlanov.
Svetlanov was ook pianist, waarvan twee opnamen vermeldenswaard zijn: Rachmaninovs Pianotrio nr.2 in d mineur, en een cd met opnamen van Medtners pianomuziek.
Van zijn eigen composities zijn een strijkkwartet (1948), een symfonie (1956), Russische Variaties voor harp en orkest (1975), en een pianoconcert (1976) het meest bekend.

## Nederland
Zijn eerste optreden in Nederland was met het toenmalige Amsterdams Philharmonisch Orkest. Het Residentie Orkest dirigeerde hij in 1965. In 1991 deed Svetlanov gastrepetities in Den Haag, weer voor het Residentie Orkest. Volgens de overlevering sprak hij nauwelijks en legde met enkele Italiaans klinkende woorden het orkest zijn wil op. Omdat het RO zonder vaste gastdirigent zat, werd Svetlanov na een succesvol concert direct als eerste dirigent gevraagd. Svetlanov tilde het RO naar een hoger plan, ook omdat het orkest behoefte had aan discipline. Svetlanov voerde het grote Russische symfonische repertoire uit. Zijn interpretaties van symfonieën van Bruckner en Mahler weken af van wat men in Den Haag gewend was te horen.
Gedurende het einde van de jaren 1990 werd Svetlanovs gezondheid fragieler, alhoewel hij daarover geen mededelingen deed. Tijdens concerten stond een kleine ventilator aan die aan de lessenaar was bevestigd. Hij trilde en zijn dirigeerbewegingen werden steeds geringer. Hij gebruikte in Den Haag nooit een baton. Tijdens zijn dirigentschap had het RO geen vast contract met een platenlabel, zodat Svetlanovs Haagse interpretatiekunst op weinig opnamen te beluisteren is: Rimski-Korsakov, La Mer van Debussy, Gershwin en de Leningrad Symfonie (nr. 7) van Dmitri Sjostakovitsj.